# CAVIN1
CAVIN1 (англ. Caveolae associated protein 1) – білок, який кодується однойменним геном, розташованим у людей на короткому плечі 17-ї хромосоми. Довжина поліпептидного ланцюга білка становить 390 амінокислот, а молекулярна маса — 43 476.
| 10         |  | 20         |  | 30         |  | 40         |  | 50         |
| ---------- |  | ---------- |  | ---------- |  | ---------- |  | ---------- |
| MEDPTLYIVE |  | RPLPGYPDAE |  | APEPSSAGAQ |  | AAEEPSGAGS |  | EELIKSDQVN |
| GVLVLSLLDK |  | IIGAVDQIQL |  | TQAQLEERQA |  | EMEGAVQSIQ |  | GELSKLGKAH |
| ATTSNTVSKL |  | LEKVRKVSVN |  | VKTVRGSLER |  | QAGQIKKLEV |  | NEAELLRRRN |
| FKVMIYQDEV |  | KLPAKLSISK |  | SLKESEALPE |  | KEGEELGEGE |  | RPEEDAAALE |
| LSSDEAVEVE |  | EVIEESRAER |  | IKRSGLRRVD |  | DFKKAFSKEK |  | MEKTKVRTRE |
| NLEKTRLKTK |  | ENLEKTRHTL |  | EKRMNKLGTR |  | LVPAERREKL |  | KTSRDKLRKS |
| FTPDHVVYAR |  | SKTAVYKVPP |  | FTFHVKKIRE |  | GQVEVLKATE |  | MVEVGADDDE |
| GGAERGEAGD |  | LRRGSSPDVH |  | ALLEITEESD |  | AVLVDKSDSD |  |            |

A: Аланін

D: Аспарагінова кислота

E: Глутамінова кислота

F: Фенілаланін

G: Гліцин

H: Гістидин

I: Ізолейцин

K: Лізин

L: Лейцин

M: Метіонін

N: Аспарагін

P: Пролін

Q: Глутамін

R: Аргінін

S: Серин

T: Треонін

V: Валін

Кодований геном білок за функцією належить до фосфопротеїнів. 
Задіяний у таких біологічних процесах, як транскрипція, регуляція транскрипції, ацетилювання, альтернативний сплайсинг. 
Білок має сайт для зв'язування з РНК, рРНК. 
Локалізований у клітинній мембрані, цитоплазмі, ядрі, мембрані, мітохондрії, ендоплазматичному ретикулумі, мікросомах.